# Winterset (filme)
Winterset é um filme estadunidense de 1936, do gênero drama, dirigido por Alfred Santell e estrelado por Burgess Meredith e Margo. Principal produção da RKO para o ano, o filme é, praticamente, um teatro filmado, baseado na peça homônima de Maxwell Anderson, por sua vez inspirada no caso Sacco e Vanzetti. Os dois grandes desafios do roteirista Anthony Veiller foram eliminar a maioria dos versos brancos do original e substituir o final trágico por outro, feliz. O próprio dramaturgo teria aprovado as soluções encontradas.
Burgess Meredith, que fazia sua estreia no cinema, Eduardo Ciannelli e Margo repetiram na tela os mesmos papéis que fizeram no palco.
Apesar de ter dado um pequeno prejuízo, o filme recebeu duas indicações ao Oscar e foi sempre lembrado com orgulho pela RKO, em virtude de seu valor artístico. Leonard Maltin chama-o de "fascinating curio of a film" ("uma curiosidade fascinante").

## Sinopse
Bartolomeo Romagna, imigrante de ideias políticas radicais, é preso e executado por um crime que não cometeu. Quinze anos depois, seu filho Mio decide esclarecer o caso, que parece passar pelo gângster Trock Estrella. Enquanto luta para limpar o nome de seu pai, Mio também se apaixona pela jovem Miriamne, fato que interfere em seus planos.

## Premiações
| Prêmio | Categoria                                   | Situação |
| ------ | ------------------------------------------- | -------- |
| Oscar  | Melhor Direção de Arte Melhor Trilha Sonora | Indicado |

- Escolhido como um dos Top Ten Films de 1936 pelo National Board of Review
- Escolhido como um dos Ten Best Films do ano pelo Film Daily e pelo New York Times
- Vencedor do prêmio de Melhor Fotografia do Festival de Veneza, onde foi também indicado para a Coppa Mussolini

## Elenco
| Ator/Atriz         | Personagem             |
| ------------------ | ---------------------- |
| Burgess Meredith   | Mio Romagna            |
| Margo              | Miriamne Esdras        |
| Eduardo Ciannelli  | Trock Estrella         |
| Maurice Moscovitch | Esdras                 |
| Paul Guilfoyle     | Garth Esdras           |
| Edward Ellis       | Juiz Gaunt             |
| Stanley Ridges     | Shadow                 |
| Mischa Auer        | Um radical             |
| Willard Robertson  | Policial do quarteirão |
| Alec Craig         | Vagabundo              |
| John Carradine     | Bartolomeo Romagna     |
| Myron McCormick    | Carr                   |
| Helen Jerome Eddy  | Maria Romagna          |